# Jared Cook
Jared Cook Jr. (Birmingham, 7 aprile 1987) è un giocatore di football americano statunitense che milita nel ruolo di tight end per i  Los Angeles Chargers della National Football League (NFL). Fu scelto nel corso del terzo giro (89º assoluto) del Draft NFL 2009 dai Tennessee Titans. Al college ha giocato a football alla South Carolina University.

## Carriera professionistica

### Tennessee Titans
Cook fu scelto nel terzo giro del draft 2009 dai Tennessee Titans. Terminò la sua stagione da rookie con 9 ricezioni per 72 yard in 14 partite. La sua seconda stagione fu molto più produttiva: disputò tutte le 16 gare, una delle quali come titolare, con 29 ricezioni per 361 yard e un touchdown nella gara contro i Kansas City Chiefs. Nel 2011 stabilì un nuovo primato in carriera con 759 yard ricevute mentre nell'anno successivo segnò 4 touchdown, un altro primato personale.

### St. Louis Rams

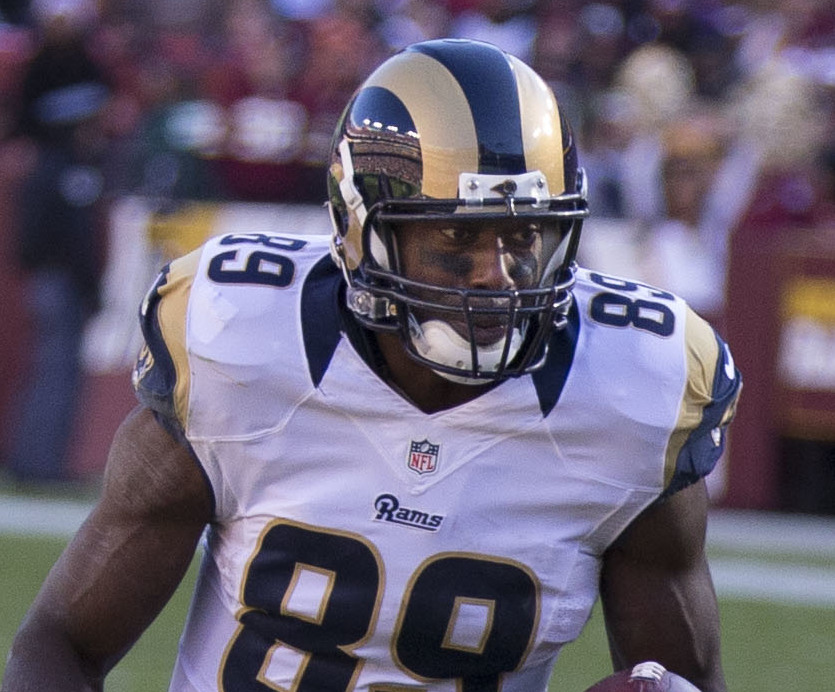
Cook nel 2014 con i Rams

Il 12 marzo 2013, Cook firmò un contratto quinquennale con i St. Louis Rams. La prima gara con la nuova franchigia fu un successo, dal momento che ricevette 141 yard e 2 touchdown da Sam Bradford nella vittoria in rimonta sugli Arizona Cardinals della settimana 1. Tornò a segnare nella settimana 9 ma i Rams furono sconfitti dai Tennessee Titans. Il quarto TD stagionale lo segnò nella settimana 12 nella larga vittoria sui Chicago Bears. Nell'ultima gara della stagione stabilì un nuovo primato personale segnando il suo quinto nella sconfitta contro i Seattle Seahawks.
Nel quattordicesimo turno della stagione 2014, Cook ricevette due touchdown da Shaun Hill, contribuendo alla vittoria esterna sui Redskins. La sua annata si chiuse al secondo posto della squadra con 634 yard ricevute.
Il 19 febbraio 2016, Cook fu svincolato dai Rams.

### Green Bay Packers
Il 28 marzo 2016, Cook firmò un contratto di un anno con i Green Bay Packers. Il 15 gennaio 2017, nella gara del secondo turno di playoff, Cook guidò la sua squadra con 103 yard ricevute e segnò un touchdown nella vittoria contro i Dallas Cowboys numeri uno del tabellone della NFC. Andò a segno anche nella finale di conference della settimana successiva ma Green Bay fu eliminata dai Falcons.

### Oakland Raiders
Il 16 marzo 2017, Cook firmò un contratto biennale del valore di 12,2 milioni di dollari con gli Oakland Raiders. Nella prima stagione in California ricevette 688 yard, secondo massimo in carriera, e segnò due touchdown. Nel primo turno della stagione 2018 divenne il primo tight end dei Raiders a ricevere 180 yard in una partita dalla fusione AFL-NFL del 1970. A fine anno fu convocato per il primo Pro Bowl al posto dell'infortunato Travis Kelce dopo avere fatto registrare i nuovi primati personali in ricezioni (68), yard ricevute (896) e touchdown (6).

### New Orleans Saints
Il 20 marzo 2019, Cook firmò con i New Orleans Saints. Quell'anno si classificò quarto nella NFL con 9 touchdown su ricezione (primato personale), venendo convocato per il suo secondo Pro Bowl al posto dell'infortunato Zach Ertz.

### Los Angeles Chargers
Il 18 marzo 2021 Cook firmò un contratto annuale con i Los Angeles Chargers del valore di 6 milioni di dollari.

## Palmarès
- Convocazioni al Pro Bowl: 2

2018, 2019